# Ulstein
Gmina Ulstein (norw. Ulstein kommune) – norweska gmina leżąca w regionie Møre og Romsdal. Jej siedzibą jest miasto Ulsteinvik.
Ulstein jest 390. norweską gminą pod względem powierzchni.

## Demografia
Według danych z roku 2005 gminę zamieszkuje 6795 osób. Gęstość zaludnienia wynosi 70,28 os./km². Pod względem zaludnienia Ulstein zajmuje 146. miejsce wśród norweskich gmin.
| ludność stan na 1 stycznia 2005 |         |           |       |
|                                 | kobiety | mężczyźni | razem |
| osób                            | 3423    | 3372      | 6795  |
| %                               | 50,38%  | 49,62%    | 100%  |

| wykształcenie stan na 1 października 2004 |        |         |        |        |
|                                           | podst. | średnie | wyższe | niezn. |
| osób                                      | 820    | 2984    | 1163   | 119    |
| %                                         | 16,12% | 58,67%  | 22,87% | 2,34%  |

## Edukacja
Według danych z 1 października 2004:
- liczba szkół podstawowych (norw. grunnskolar): 6
- liczba uczniów szkół podst.: 1079

## Władze gminy
Według danych na rok 2011 administratorem gminy (norw. rådmann) jest Einar Vik Arset, natomiast burmistrzem (norw. ordfører, d. borgermester) jest Hannelore Måseide.